# Ernest et Célestine, le voyage en Charabie
Ernest et Célestine, le voyage en Charabie (bra: A Viagem de Ernesto e Celestine) é um filme de animação de 2022 dirigido por Julien Chheng e Jean-Christophe Roger. É a sequência do filme Ernest e Célestine, lançado em 2012. No Brasil, foi lançado pela Bonfilm nos cinemas em 8 de fevereiro de 2024, antes do lançamento, foi apresentado no Festival Varilux 2023.

## Sinopse
Ernest e Célestine tentam reparar a injustiça no Charabie, após descobrirem que a música foi proibida no país.

## Elenco
- Lambert Wilson : Ernest
- Pauline Brunner : Célestine
- Michel Lerousseau : Naboukov
- Céline Ronté : Kamelia
- Lévanah Solomon : Mila et Mifasol
- Jean-Marc Pannetier : Octavius
- Christophe Lemoine
- Georges Caudron
- Jean-Philippe Puymartin
- Xavier Fagnon

## Recepção
Na França, o filme tem uma nota média de 3,7/5 no agregador do AlloCiné, calculada a partir de 20 resenhas da imprensa.

## Prêmio
- César 2023: Melhor filme de animação (indicado)[4]